# Thraulodes vitripennis
Thraulodes vitripennis is een haft uit de familie Leptophlebiidae. De wetenschappelijke naam van de soort is voor het eerst geldig gepubliceerd in 1851 door Blanchard als Ephemera (Cloe) vitripennis.
De soort komt voor in het Neotropisch gebied.